# Electrophaes dissecta
Electrophaes dissecta là một loài bướm đêm trong họ Geometridae.